# Новобибеево
Новобибеево — село в Болотнинском районе Новосибирской области России. Административный центр Новобибеевского сельсовета.

## География
Площадь села — 59 гектар

## Население
| 2002 | 2007 | 2010 |
| ---- | ---- | ---- |
| 542  | ↘527 | ↘493 |

## Инфраструктура
В селе по данным на 2007 год функционируют 1 учреждение здравоохранения, 1 образовательное учреждение.